# Aleksandrów (Piaseczno)
Pour les articles homonymes, voir Aleksandrów.
Aleksandrów (prononciation : [alɛkˈsandruf]) est un village polonais de la gmina de Góra Kalwaria dans le powiat de Piaseczno de la voïvodie de Mazovie dans le centre-est de la Pologne.

## Géographie
Il se situe à environ 19 km à l'ouest de Góra Kalwaria (siège de la gmina), 11 km au sud-ouest de Piaseczno (siège du powiat) et à 27 km au sud de Varsovie (capitale de la Pologne).

## Histoire
De 1975 à 1998, le village appartenait administrativement à la voïvodie de Varsovie.